# Emma Robinson
Emma Robinson, född den 26 november 1971 i Montréal i Kanada, är en kanadensisk roddare.
Hon tog OS-brons i åtta med styrman i samband med de olympiska roddtävlingarna 2000 i Sydney.